# Ernest Goes to Africa
Ernest Goes to Africa (br: Ernest Vai a África; pt: Ernesto em África) é um filme de comédia lançado diretamente em vídeo e produzido nos Estados Unidos em 1997, dirigido por John R. Cherry III e estrelado por Jim Varney, o Ernest.
O filme foi filmado inteiramente em Joanesburgo, África do Sul.

## Enredo
O mecânico Ernest, um atrapalhado morador de Deacon County em Ohio, é apaixonado por Rene, uma garçonete que sempre o rejeita e queria encontrar alguém que lhe proporcionasse aventura. Para conquistá-la, Ernest vai a um  mercado de pulgas e compra uma jóia, sem saber que adquiriu um raro artefato africano roubado da tribo Sinkatutu pela quadrilha do fugitivo Rabhas. Ao descobrirem a localização de Ernest, os bandidos sequestraram Rene, forçando o protagonista a se deportar para a África do Sul para resgatar sua amada e ajudar a tribo dos Sinkatutu.

## Elenco
- Jim Varney .... Ernest P. Worrell ("Agente 32"), Hey-Yu, tia Nelda, dançarina africana
- Linda Kash .... Rene Loomis
- Jamie Bartlett .... Sr. Thompson
- Sello Sebotsane .... Bazoo
- Claire Marshall .... Betty
- Washington Sixolo .... chefe dos Sinkatutu
- Robert Whitehead .... Príncipe Kazim
- Zane Meas .... Jameen
- Charles Pillai .... Kareem
- Ian Yule .... Velho